# دیری است که دلدار پیامی نفرستاد (تصنیف)
«دیری است که دلدار پیامی نفرستاد» تصنیفی فارسی ساختهٔ علی‌اکبر شیدا با شعری از حافظ است که بیش از صد سال قدمت دارد.